# Los Datsun's
Los Datsun's o Datsuns es una banda de rock and roll formada en Huancayo (Junín) en 1966, siendo nombrados patrimonio cultural de esa ciudad en 1992; gozando posteriormente de difusión internacional.

## Historia
Los Datsun's tiene sus antecedentes de formación a inicios de la década de 1960, con la inclinación musical de jóvenes que promediaban los 15
```
a los 20 años de edad, estudiantes de los colegios secundarios: Claretiano y Santa Isabel de 
Huancayo
, que inicialmente formaron los primeros grupos de rock en la Ciudad de Huancayo y el Valle del Mantaro, estos fueron: “Los Deer Boys” y “Los Landers”, formados en el año 1964.
```

Para 1966 Jesús Hurtado (“Deer Boys”) y José Cartagena (“Los Landers”) deciden reunirse para practicar música, siendo invitados a presentarse en el recital de 1966, por el aniversario del Colegio Nacional Santa Isabel de Huancayo, bajo en nombre: “Los Landers”, porque aún no se tenía el nombre para este proyecto que posteriormente con el ingreso de Octavio Cartagena (baterista) y la salida de Rodolfo Mayta (guitarrista), vendrían a denominarse “Los Datsun's” con su alineación completa, hasta nuestros días.
En 1967, Walter Huanca, llega a laborar en la empresa “Maquinarias S.A.”, distribuidora de automóviles “Datsun” y “Nissan”, y propone al dr. Luis Makino Cerrón gerente de Maquinarias en Junín como representante del grupo, para luego tomar el nombre de la firma Datsun a cambio de instrumentos y equipos, tras la aceptación, el grupo que se presentó en 1966 como “Los Landers”, pasó a denominarse “Los Datsun's”, con la alineación siguiente: 
-José Cartagena en la primera guitarra
-Jesús Hurtado en la guitarra rítmica
-Octavio Cartagena en la batería
-Walter Huanca en el bajo
-Claudio Huanca en la voz.
Los años siguientes se realizaron una serie de presentaciones junto a grupos de rock como: “Scorpions”, “Los Gatos Negros”, “Idem”, en Huancayo, “Spiders” en la Ciudad de Jauja, “Extraña Dimensión” en la Ciudad de Tarma, “Bolders” en Concepción, y “Los Feos” en la Oroya. 
En 1968, Los Datsun's reciben el premio “Disco de Oro”, otorgado por Luis Aguilar de “Radio Callao”, en merito a la popularidad del tema: “Has de Ser Mi Mujer”, grabado en 1968. En Marzo de 1969, “Los Datsun's”, graban su primer Lp, grabado en la ciudad de Lima, bajo el sello IEMPSA y editado con el nombre de “Ritmo y movimiento”, siendo este la primer LP. Los Datsun's8 fue el primer grupo provinciano en grabar 
éste género de música (rock) a nivel nacional.
Entre 1970, retorna a Huancayo Jesús Hurtado (guitarrista de los Datsun's), tras un viaje de estudios hecho a Estados Unidos, trayendo discos de grupos de rock que no llegaban al Perú y mucho menos al Valle del Mantaro (luego vendría una “fiebre” por tocar temas en inglés), además de una guitarra marca: “Gibson” (una de las pocas que hay en el Perú hasta el momento), con su respectivo amplificador, entre otros equipos.
En Agosto de 1971, Los Datsun's” ganan el primer festival de música juvenil en Arequipa, frente a grupos de Lima, Cuzco, Trujillo, Ayacucho y Arequipa. En 1976, Los Datsun's, se reagrupan bajo el nombre “La gran Familia”, sin embargo en 1979, José Cartagena se retira del grupo; en su reemplazo llega Raúl Herrera, primera guitarra de Los Belking's hasta 1984.
En 1990, Los Datsun's, se presentan junto al grupo: La V rebelión, en el nuevo Coliseo Huanca. En 1992, la Municipalidad de Huancayo entrega al grupo de rock “nuevaolero” Los Datsun's, un diploma de reconocimiento nombrándolos “Los Caballeros de la Música” y en junio de 1994, la misma Municipalidad los declara como “Patrimonio Cultural de la Ciudad de Huancayo”, por sus triunfos y difusión de la cultura musical llevando el nombre de la Ciudad a sitiales reconocidos a nivel nacional e internacional. En el 2008, Los Datsun's, realizan una presentación con sus integrantes originales el 14 de febrero del 2008.

## Discografía
Sencillos
- "Gitana" / "Llora nena llora"
- "No sé" / "Has de ser mi mujer"

Discos de estudio
- Ritmo y movimiento (1969 Lider/Iempsa)
- Muñeca (1970 Lider / Iempsa)